# Chigasaki
Chigasaki (Japans: 茅ヶ崎市, Chigasaki-shi) is een stad in de prefectuur Kanagawa in Japan. De oppervlakte is 35,71 km² en medio 2010 heeft de stad bijna 235.000 inwoners. De stad ligt aan de Sagamibaai, en de rivier Sagami loopt van noordwest naar zuidwest door de stad.
De stad is bekend als badplaats en als de plaats waar het surfen in Japan begon. De eerste winkel in Japan voor surfplanken staat in Chigasaki. De Eboshi-iwa, een hutvormige rots die vanaf de kust te zien is, is het symbool van het strand van Chigasaki. De kustlijn van Chigasaki naar Kamakura wordt Shōnan genoemd.

## Geschiedenis
De regio rond Chigasaki is al bewoond sinds de prehistorie. Tot de Edoperiode was het vooral landbouwgebied. De Tokaido liep door Chigasawa, maar Chigasaki was geen halteplaats.
De komst van de spoorweg naar Tokio en Ōsaka in 1898 versnelde de ontwikkeling: het dorp Chigasaki werd een gemeente in 1908.
Chigasaki werd op 1 oktober 1947 een stad (shi). Op 1 april 2003 kreeg de stad, die ondertussen meer dan 200.000 inwoners telde, de status van speciale stad.

## Verkeer
Chigasaki ligt aan de Tōkaidō-hoofdlijn en de Sagami-lijn van de East Japan Railway Company.
Chigasaki ligt aan de Shin-shonan bypass, aan de nationale autoweg 1 en 134 en aan de prefecturale wegen 30, 44, 45, 46, 47, 309, 310, en 404.

## Economie
Chigasaki is vooral een slaapstad voor Tokio en Yokohama. Daarnaast is het een badplaats sinds de Meijiperiode. Toerisme en ontspanning zijn belangrijk voor de lokale economie.
Enkele bedrijven met een hoofdkantoor in Chigasaki zijn Toho Titanium Corporation, fietsenfabrikant Miyata, en Autech Japan, een dochter van Nissan.

## Bezienswaardigheden
- Shōnan-strand, het centrum van de Japans-Hawaïaanse cultuur

## Aangrenzende steden
- Hiratsuka
- Fujisawa

## Geboren
- Takumi Beppu (1979), wielrenner
- Fumiyuki Beppu (1983), wielrenner